# Guernsey
Guernsey, plným názvem Rychtářství Guernsey (anglicky Bailiwick of Guernsey, francouzsky Bailliage de Guernesey, guernseysky Bailliage dé Guernési), je samosprávné britské korunní závislé území, nacházející se v Lamanšském průlivu na Normanských ostrovech, u pobřeží Francie. Zahrnuje několik větších obydlených ostrovů a neobydlené ostrůvky o celkové rozloze 78 km². Žije zde přibližně 68 tisíc obyvatel, hlavním městem je Saint Peter Port na ostrově Guernsey.
Rychtářství Guernsey má vlastní měnu (guernseyská libra), která obíhá v paritě s britskou librou, vlastní zákony a parlament s rozsáhlou autonomií. Nejvyšší úředník předsedající parlamentu (States of Guernsey, tj. Guernseyské stavy) i soudu nese tradiční titul bailif (Bailiff). Kromě toho existuje také úřad guvernéra (Lieutenant Governor), který má dnes už jen symbolický význam, protože britská vláda prakticky odpovídá pouze za obranu a diplomatickou reprezentaci. Administrativně se rychtářství člení na 10 farností (parishes), které zahrnují ostrov Guernsey a blízké ostrůvky. Vzdálenější ostrovy Alderney a Sark mají vlastní svébytné zřízení s vlastními parlamenty. 
Země není součástí Spojeného království ani Evropské unie. Někdy jsou Rychtářství Jersey a Rychtářství Guernsey souhrnně uváděna pod chybným politickým názvem Normanské ostrovy, avšak ty nejsou společnou geopolitickou entitou. Rychtářství Jersey a Guernsey jsou navzájem samostatné země, které mají vlastní vztah k britské koruně.

## Symboly
Guernsey, závislé území Spojeného království, užívá vedle britských symbolů i své vlastní.

### Vlajka
Guernseyská vlajka je tvořena bílým listem o poměru stran 2:3 s červeným středovým svatojiřským křížem, na kterém je položený žlutý kříž s korouhví Viléma Dobyvatele.

## Geografie

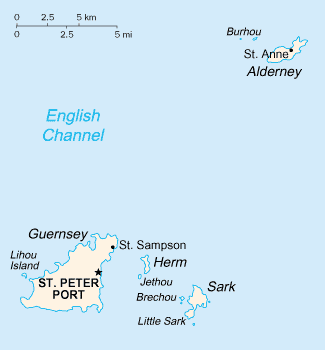
Ostrovy Rychtářství Guernsey

Ke Guernsey náleží ostrovy:
- Guernsey (62 km², přibližně 63 tisíc obyvatel)
- Alderney (7,9 km², přibližně 2 200[2] obyvatel)
- Sark (5,5 km², 562[3] obyvatel)
- Herm (2 km², 60 obyvatel)
- Brecqhou (0,3 km², 2[4] obyvatelé)
- Jethou (0,2 km², 3 obyvatelé)
- další neobydlené ostrůvky